# 山本音吉

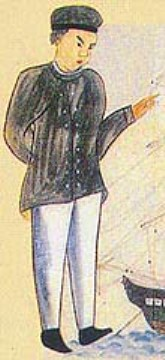
山本音吉

山本音吉（1819年—1867年1月18日），亦作「乙吉」，日本江戶時代漂流者，首名定居新加坡的日本人，也是首名環遊世界的日本人。

## 簡介
音吉出身於尾張國知多郡小野浦（今爱知縣美濱町），14歲當上了海員。1832年10月，音吉與另外13人隨載有稻米及瓷器的貨船「寶順丸」出海，原計劃由鳥羽出發前往江戶，但途中不幸遇上暴風，船隻遭到摧毀，音吉等船員隨船隻殘骸漂流至太平洋。船隻在海上漂流14個月後，終抵達北美洲，最後有3人生還，包括音吉、岩吉及久吉，其餘船員有不少均死於壞血病。音吉等人於美國西海岸奧林匹克半島福拉德利角上岸，並向當地的印第安人瑪卡族求救。但瑪卡族對音吉等人並不友善，三人成為瑪卡族人的奴隸，隨後三人被賣予一艘屬哈德遜灣公司的英國商船。後來，音吉到過英國、澳門和上海工作，1862年來到新加坡從商，還娶了本地女子為妻。音吉在1867年病逝，死后埋葬在新加坡武吉知馬基督教墓園。

## 人生經歷
- 1819年（文政２年）尾張國知多郡小野浦村（現美浜町）出生。
- 1832年（天保３年）乘搭千石船・寶順丸向江戶（今東京）行駛，與乘組員在遠州灘沉船。在海上漂流１４個月後，到達美國西海岸。
- 1834年（天保５年）經過１４個月的漂流後，僅三人生存，此三人為音吉、久吉和岩吉，他們到達美國華盛頓州，並在當地接受英語教育。
- 1835年（天保６年）在澳門完成世界第一本日本語版聖經的翻譯。
- 1837年（天保８年）乘搭美國船隻返往日本，當時美國船隻遭到幕府砲撃，因此前往上海定居。
- 1842年（天保１３年）第一次鴉片戰爭期間在吳淞攻略戰協助英軍奇襲當地清軍。
- 1854年（安政元年）日英和親条約締結時，任英語和日本語的翻譯員。
- 1862年（安政９年）抵达新加坡，是第一个在新加坡定居的日本人
- 1864年（元治元年）由於日本的鎖國政策無法返國，因此歸化為英國公民，英文名 John Matthew Ottoson；Ottoson據說轉化自友人對他的稱呼「音先生」（日文：音（おと）さん）。
- 1867年（慶應３年）49歲在新加坡的实乞纳去世，实乞纳也是山本音吉在新加坡的住所。

## 死後事蹟
新加坡日本人協會在1994年受美濱町的町長齋藤宏一町長所托，協助尋找音吉在新加坡的足跡。
由於新加坡的武吉知馬基督教墳墓因為受發展計劃影響，已在1970年代被清理。山本音吉的骨灰當年無人認領，當局因此把它轉移到蔡厝港基督教墳場。
2004年2月，新加坡日本人協會和新加坡環境局的合力下，找到了山本音吉的埋葬地。
為紀念山本音吉，新加坡日本人協會將在星期六2005年2月18日的新加坡妝藝大游行里，呈獻以音吉為主題的歌舞表演。他的骨灰也將在這天，從新加坡被運回家鄉──日本愛知縣美浜町。值得一提的是，他的骨灰將被一分為二，一半給他在日本的后人保留，另一半則留在新加坡，存放在楊厝港的日本人公墓內，紀念他在獅城生活的一段歷史。　

## 外部連結
- 山本音吉（日本語版） 一個介紹簡略介紹山本音吉的網頁。
- 山本音吉（日本語版） 另一個介紹簡略介紹山本音吉的網頁。